# 6. Infanterie-Regiment (Reichswehr)
Das 6. Infanterie-Regiment war ein Regiment der Reichswehr.

## Geschichte
Das Regiment wurde am 1. Januar 1921 aus den Reichswehr-Infanterie-Regimentern 17 und 18 des Übergangsheeres gebildet. Da es sich um einen landsmannschaftlich gemischten Verband handelte, erhielten lediglich die jeweiligen Bataillone am 29. Mai 1922 zusätzlich zu ihrem Namen die landsmannschaftliche Bezeichnung „Hanseatisches“, „Mecklenburgisches“ bzw. „Preußisches“.
Im Zuge der Vergrößerung der Reichswehr wurde das Regiment 1934 in der ersten Aufstellungswelle geteilt und daraus das Infanterie-Regiment Lübeck, das Infanterie-Regiment Flensburg und das Infanterie-Regiment Neumünster gebildet.

### Garnisonen
- Lübeck: Regimentsstab, II. (Hanseatisches) Bataillon mit Stab, 5. und 8. Kompanie
- Schwerin: I. (Mecklenburgisches) Bataillon mit Stab
- Eutin: 6. und 7. Kompanie
- Flensburg: III. (Preußisches) Bataillon
- Ratzeburg: (Preußisches) Ausbildungs-Bataillon und 13. (MW)-Kompanie

### Regimentschef
Nach seiner Verabschiedung Ende 1922 wurde Walter von Bergmann am 31. Oktober 1925 zum Chef des 6. Infanterie-Regiments in Lübeck ernannt.

### Kommandeure
| Nr. | Name                            | Beginn der Berufung | Ende der Berufung  |
| --- | ------------------------------- | ------------------- | ------------------ |
| 1.  | Oberst Paul Helfritz            | 1. Januar 1921      | 1921               |
| 2.  | Oberst Ernst Stoltz             | 1922                | 1923               |
| 3.  | Oberst Heinrich von dem Hagen   | 1. November 1923    | 31. Dezember 1924  |
| 4.  | Oberst Hartwig von Bülow        | 1. Januar 1925      | 30. November 1926  |
| 5.  | Oberst Walter von Unruh         | 1. Dezember 1926    | 28. Februar 1927   |
| 6.  | Oberst Curt Ludwig von Gienanth | 1. März 1927        | 28. Februar 1928   |
| 7.  | Oberst Bodo von Witzendorff     | 1. März 1928        | 31. Januar 1931    |
| 8.  | Oberst Hubert Gercke            | 1. Februar 1931     | 31. Januar 1934    |
| 9.  | Oberst Kuno-Hans von Both       | 1. Februar 1934     | 30. September 1934 |

## Organisation

### Verbandszugehörigkeit
Das Regiment unterstand dem Infanterieführer II der 2. Division in Schwerin.

### Gliederung
Das Regiment bestand neben dem Regimentsstab mit Nachrichtenstaffel aus
I. Bataillon mit Stab und Nachrichtenstaffel, hervorgegangen aus dem Reichswehr-Infanterie-Regiment 17,
II. Bataillon mit Stab und Nachrichtenstaffel, hervorgegangen aus dem Reichswehr-Infanterie-Regiment 18,
III. Bataillon mit Stab und Nachrichtenstaffel, hervorgegangen aus dem Reichswehr-Infanterie-Regiment 18,
Ergänzungs-Bataillon, ab 23. März 1921 Ausbildungs-Bataillon, hervorgegangen aus dem Reichswehr-Infanterie-Regiment 17.
Jedes Feld-Bataillon gliederte sich zu drei Kompanien zu je drei Offizieren und 161 Unteroffizieren und Mannschaften (3/161) sowie einer MG-Kompanie (4/126). Insgesamt bestand ein Bataillon aus 18 Offizieren und Beamten (einschließlich Sanitätsoffizieren) und 658 Mann.

## Bewaffnung und Ausrüstung

### Hauptbewaffnung
Die Schützen waren mit dem Karabiner K98a ausgerüstet. Jeder Zug besaß ein leichtes Maschinengewehr MG 08/15.
In den MG-Kompanien bestanden jeweils der 1. Zug aus drei Gruppen mit drei schweren Maschinengewehren MG 08 auf Lafette, vierspännig gezogen, der 2. bis 4. Zug aus drei Gruppen mit drei schweren Maschinengewehren MG 08 auf Lafette, zweispännig gezogen.
Die schwersten Waffen des Regiments waren die Minenwerfer in der 13. Kompanie. Der 1. Zug war mit zwei mittleren Werfern 17 cm, vierspännig gezogen, ausgerüstet, der 2. und 3. Zug mit drei leichten Werfern 7,6 cm, zweispännig gefahren.

## Sonstiges

### Traditionsübernahme
Das Regiment übernahm 1921 die Tradition der alten Regimenter:
- 1. Kompanie: Großherzoglich Mecklenburgisches Grenadier-Regiment Nr. 89
- 2. Kompanie: Großherzoglich Mecklenburgisches Füsilier-Regiment „Kaiser Wilhelm“ Nr. 90
- 3. Kompanie: Schutztruppe für Kamerun
- 4. Kompanie: Infanterie-Regiment „Graf Bose“ (1. Thüringisches) Nr. 31
- 5. Kompanie: Infanterie-Regiment „von der Marwitz“ (8. Pommersches) Nr. 61
- 6. Kompanie: Schleswig-Holsteinisches Infanterie-Regiment Nr. 163
- 7. Kompanie: Infanterie-Regiment „von Manstein“ (Schleswigsches) Nr. 84
- 8. Kompanie: Infanterie-Regiment „Lübeck“ (3. Hanseatisches) Nr. 162
- 9. Kompanie: Infanterie-Regiment „Hamburg“ (2. Hanseatisches) Nr. 76
- 10. Kompanie: Infanterie-Regiment „Herzog von Holstein“ (Holsteinisches) Nr. 85
- 11. Kompanie: Infanterie-Regiment „von Borcke“ (4. Pommersches) Nr. 21
- 12. Kompanie: Füsilier-Regiment „Königin“ (Schleswig-Holsteinisches) Nr. 86
- 13. Kompanie: Preußische Minenwerfer-Truppe
- 14. Kompanie: Großherzoglich Mecklenburgisches Jäger-Bataillon Nr. 14
- 15. Kompanie: Lauenburgisches Jäger-Bataillon Nr. 9
- 16. Kompanie: Kulmer Infanterie-Regiment Nr. 141